# 阿波罗剧院

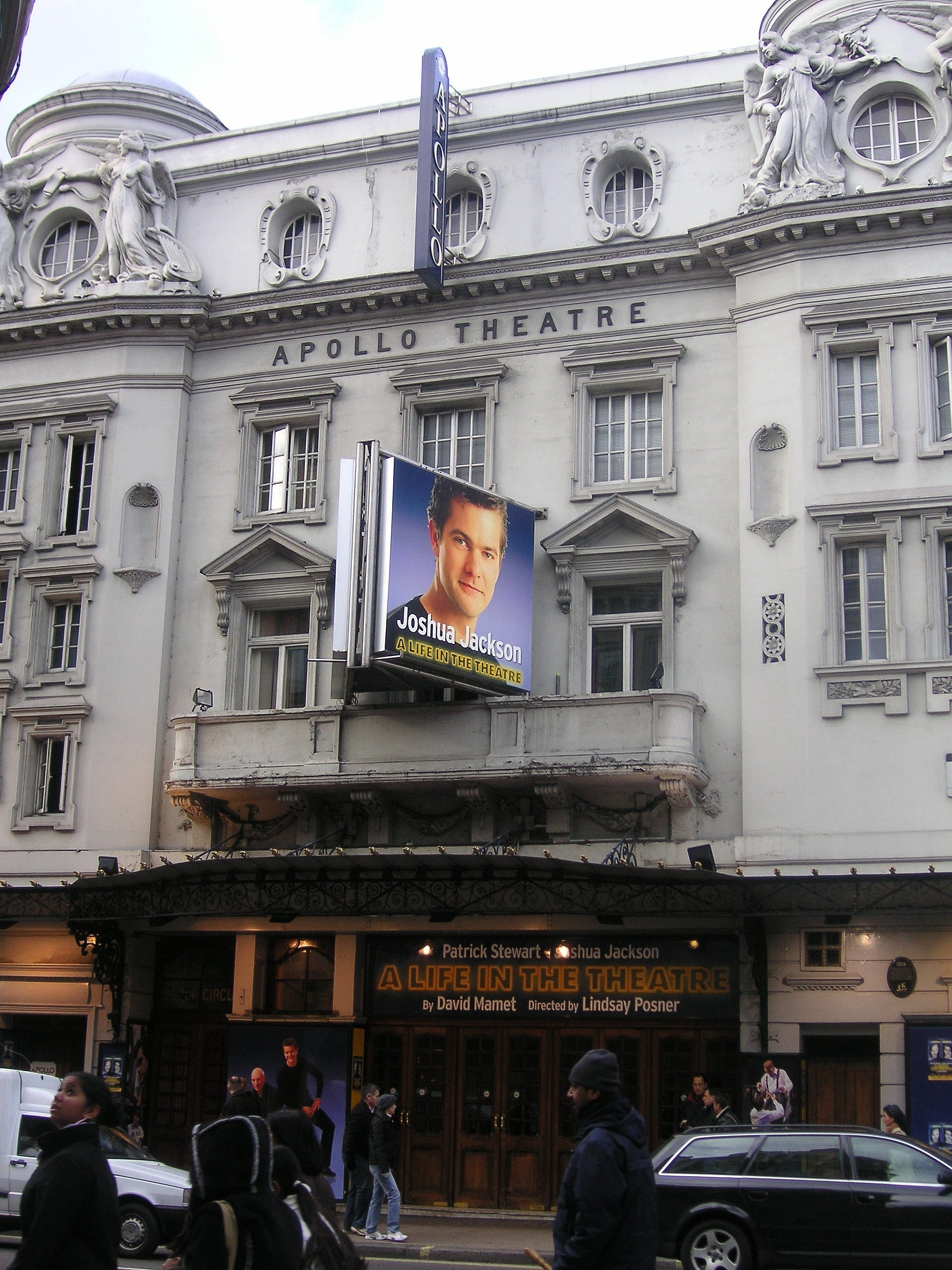

阿波罗剧院（Apollo Theatre）是英国伦敦的一座西区剧院，位于西敏市的沙夫茨伯里大街，是一座二级登录建筑， 建筑师Lewin Sharp。1901年2月21日开业时，是这条街上第四家剧院。
剧院可容纳775人